# Presa filtrante

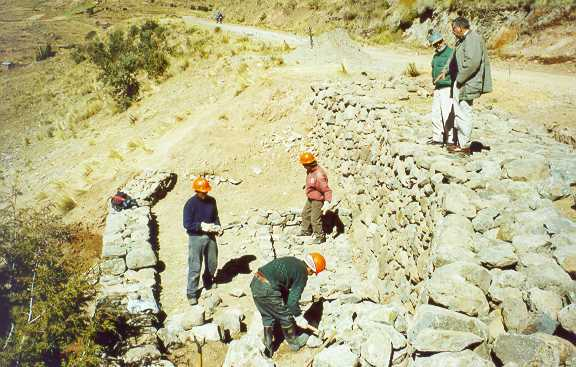
Construcción de una presa filtrante en piedra (muro seco).

Una presa filtrante es una barrera construida sobre el cauce de un río o arroyo que permite el paso del agua pero no el de otros materiales arrastrados por la corriente. Su función es retener sólidos, como arcillas, limos, arenas, o cantos rodados, así como reducir la velocidad del flujo concentrado para mejorar la calidad del agua que llega a las presas. También sirven para aumentar la infiltración desde el cauce al acuífero subyacente y para fijar cárcavas. El sistema filtrante varía de acuerdo al tipo de sólidos que se quiere retener y a la función predominante.

## Uso

Embalses y tranques de relave.

En la minería se utiliza construcciones hechas para acumular los residuos sólidos de la producción minera en las partes bajas de la geografía. Estas pueden ser de dos tipos, el embalse de relave y el tranque de relave. El embalse es una represa con un muro, pero el tranque de relave separa mecánicamente los residuos sólidos de gran diámetro de los finos, arrojando los de gran tamaño para construir el muro y los finos al sector aguas arriba.

## Construcción
Pueden ser construidas en:
TierraEn este caso se construye un dique relativamente impermeable, que se atraviesa por un tubo apoyado sobre el terreno natural, hasta una cierta distancia del dique, tanto aguas arriba como aguas abajo. En el extremo aguas arriba de dicho tubo se acopla un trozo de tubo vertical filtrante, (la cota del borde superior del tubo vertical es siempre inferior a la cota de coronación del dique. De esta forma, el agua se acumula aguas arriba del dique y el material sólido se depositará en camadas sucesivas, hasta llegar al nivel superior del tubo vertical;
PiedraPuede o no utilizarse mortero para ligar las piedras. La filtración se produce a través de los espacios entre las piedras. En función del tipo de material que se quiere retener, puede ser necesario colocar un filtro, por ejemplo de grava y arena.
Arena.

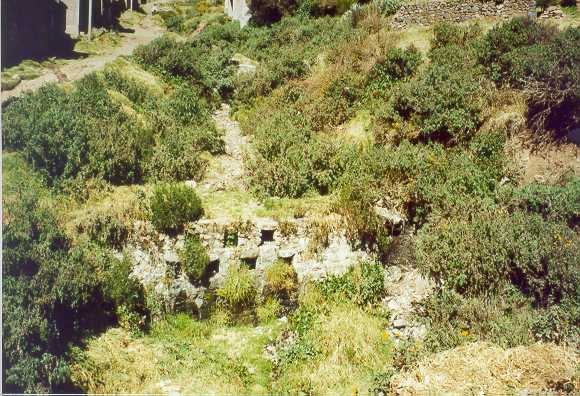
Presa filtrante en piedra con su capacidad casi agotada.
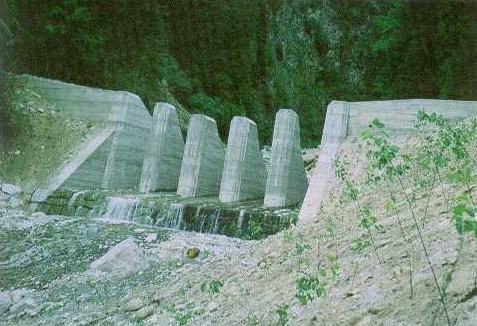
Presa filtrante de hormigón en un torrente de los Alpes.